# Lännaskogens naturreservat

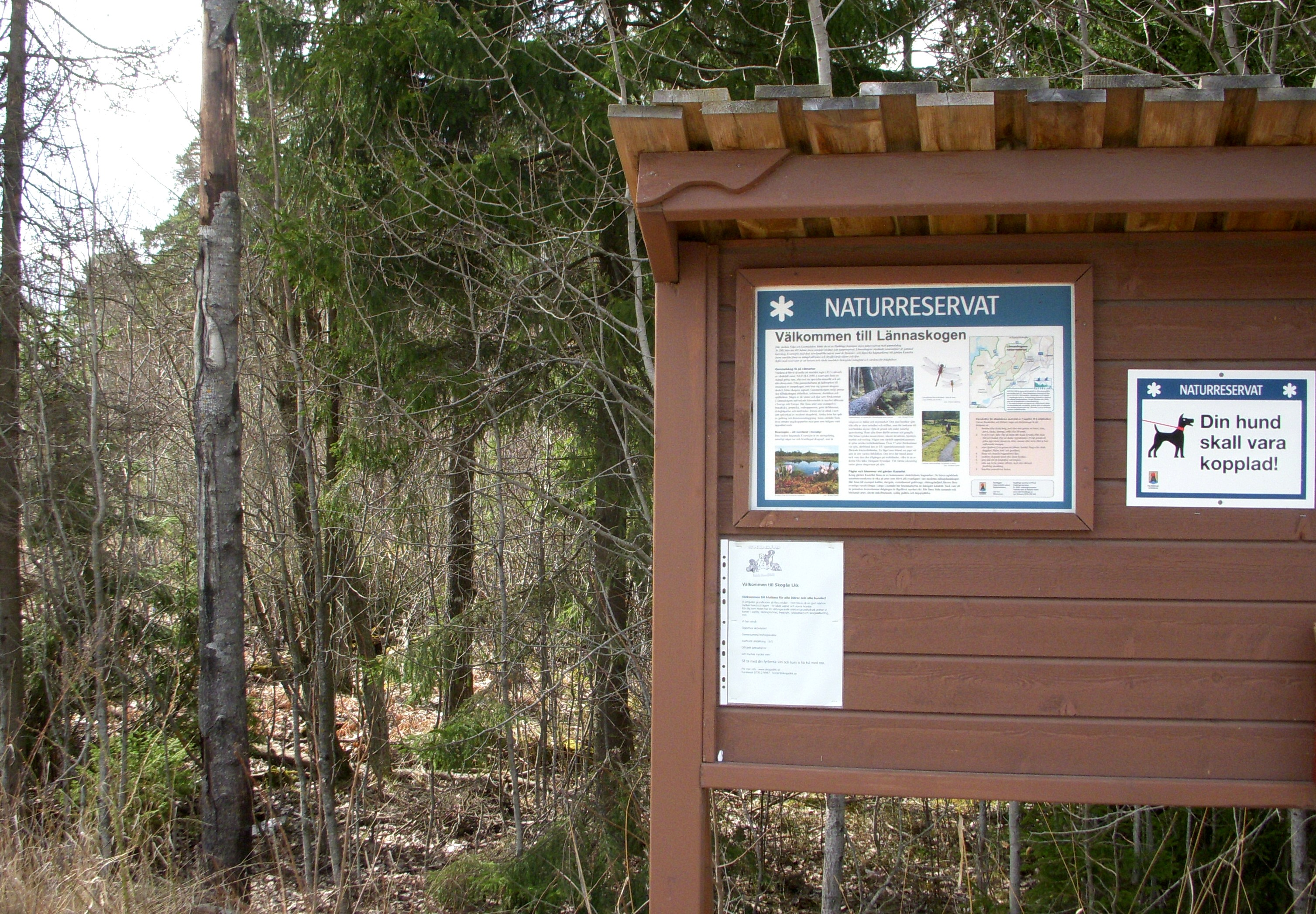
Lännaskogens naturreservat, orienteringstavla.

Lännaskogens naturreservat är ett naturreservat i Huddinge kommun, Stockholms län. 

## Beskrivning
Reservatet bildades år 2002. Ytan är på totalt 495 hektar, varav skog 417, myr 41, hagmark 9, åker 16 och vatten 12 hektar. Mitt i reservatet ligger Kvarnsjön. Två områden har efter beslut av regeringen blivit Natura 2000-områden; Lännaskogen (med 89 hektar) och Lissma-Kvarnsjön (med 99 hektar).
Reservatet gränser i öst till Länna industriområde och väst till Vidja. Kärnområdet är opåverkat av skogsbruk och har sin ursprungliga karaktär bevarat. I mitten av 1900-talet utfördes dock viss gallring. Intressant är att stora delar av Lännaskogen har en opåverkad hydrologi, det innebär att flera växter- och djurarter förekommer inom området som finns med på både den svenska och den europeiska rödlistan över hotade arter. 
I reservatet finns två minnesplatser. Det ena gäller en minnessten över en man som hittades avliden 1941 efter en orienteringstävling. En annan minnesplats består av ett så kallat offerkast. Den utgör ett minne över en man som lär ha blivit ihjälstångad av en tjur på platsen.  

## Bilder

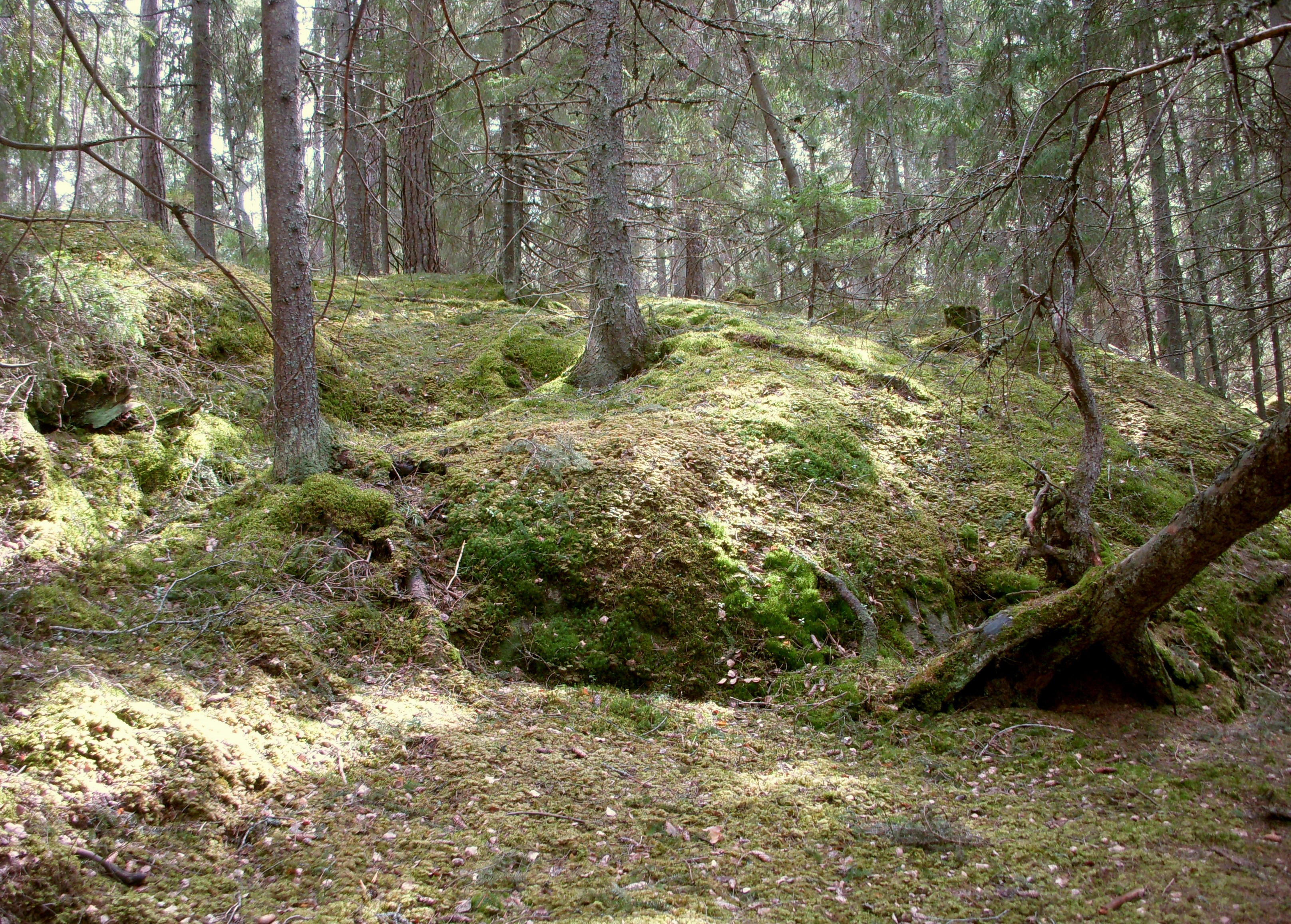
Lännaskogen
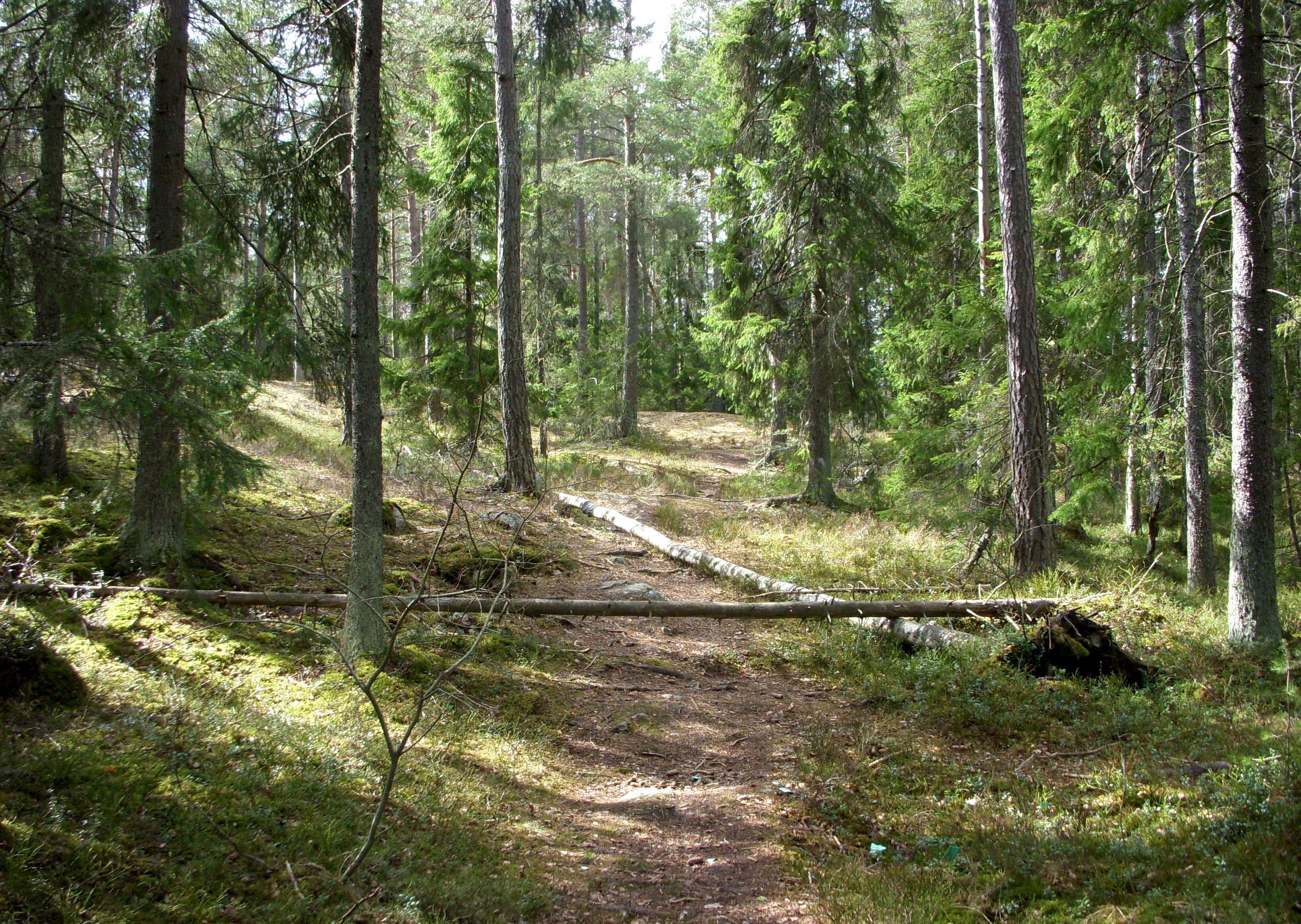
Lännaskogen
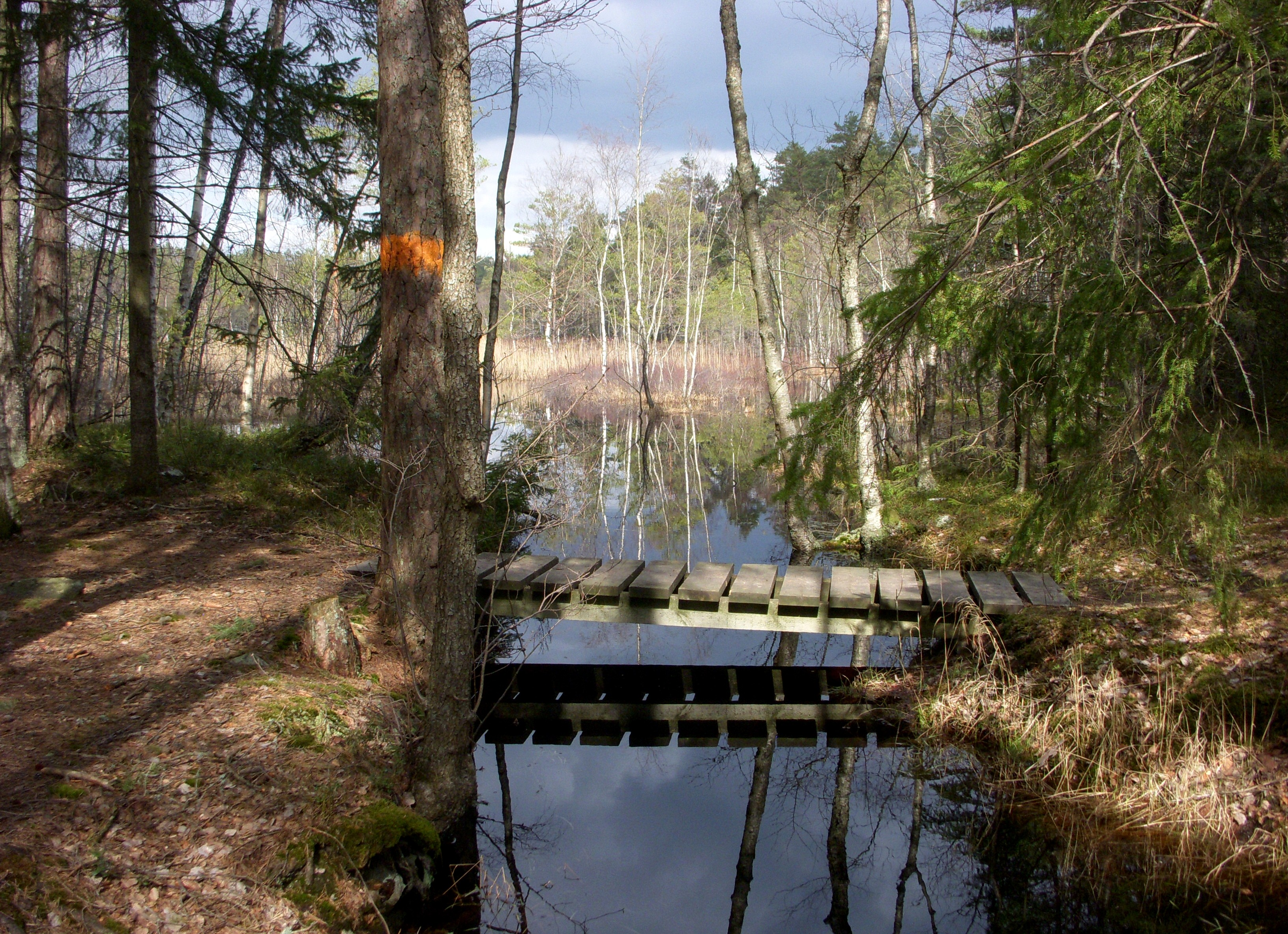
Kvarnsjöns utlopp